# Liste des seigneurs de L'Isle-Adam
Pour les articles homonymes, voir de L'Isle.
Voici la liste des seigneurs de L'Isle-Adam. Lorsque deux dates suivent un nom, elles correspondent aux dates de possession du château de L'Isle-Adam et non pas aux dates de naissance et de décès. Sauf mention contraire, les seigneurs se suivent en parenté directe, de père en fils.

## LesChevaliers de l'Isleet de l'Isle-Adam (1014-1364)
- Adam Ier de l'Isle, signalé en 1014
- Adam II de l'Isle, connétable, signalé à plusieurs reprises de 1065 à 1092
- Philippe Ier de l'Isle, signalé en 1094, filleul du roi Philippe Ier
- Adam III de l'Isle mort en 1122
- Aëlis, épouse du précédent, 1122-1136, durant la minorité de son fils
- Ansel Ier de l'Isle, 1136-1161, fondateur de l'Abbaye Notre-dame du Val, échanson du roi Louis VII le Jeune
- Adam IV de l'Isle, 1162-1189
- Ansel II de l'Isle, 1189-1219
- Ansel III de l'Isle-Adam (première occurrence) 1219-1253 et en l'honneur de qui Rutebeuf composa une complainte funéraire[1]
- Jehan (Jean) de l'Isle-Adam 1253-1275
- Ansel IV de l'Isle-Adam 1275-1324
- Isabelle de Moreuil, épouse du précédent, 1324-??
- Gasce de l'Isle-Adam, petit-fils d'Ansel III et neveu de Jehan, mort en 1348
- Guillemette de l'Isle-Adam, fille d'Ansel IV et petite-fille de Jehan, 1348-1360
- Guillemette de Beaumont de Luzarches, nièce d'Ansel IV et petite-fille de Jehan, 1361-1364

Guillemette de Luzarches vend le domaine le 6 novembre 1364 à Pierre, un de ses cousins de la famille de Villiers (existent aussi à proximité Villiers et Villiers).

## Les Villiers de l'Isle-Adam (1364-1527)
- Pierre Ier de Villiers de l'Isle-Adam 1364-1386 (petit-fils de Marie, fille de Jehan de L'Isle-Adam et tante de Guillemette de Luzarches)
- Catherine de Villiers de l'Isle-Adam, dame du Quesnoy et de Moronval[2]: dame d’honneur et bibliothécaire de la reine Isabeau de Bavière, le 12 mai 1413 elle fut arrêtée dans les appartements de la reine par les séditieux de Paris (Cabochiens) et jetée en prison ainsi que la dame de Noviant en Picardie, mesdames de Montauban (Bonne Visconti, cousine germaine d'Isabeau de Bavière, mariée à Guillaume de Montauban en 1411), du Chastel (la dame - Marguerite Aubine) dame d’honneur de la reine; et du Quesnoy et onze demoiselles. « Sane inter insignes feminas curiales, que in adventu ipsorum territe fugientes secreciora penetralia domus regie petebant, nobiles et fame bone dominas, de Noviento in Picardia, de Monte Auban, de Castro in Britannia ac de Quesneyo »[3].
- Pierre II de Villiers de l'Isle-Adam 1386-1399, chambellan du roi Charles VI
- Jeanne de Châtillon (1399-1410), épouse du précédent, fille de Charles de Châtillon et petite-fille de Jean II de Châtillon
- Jehan de Villiers de l'Isle-Adam, fils des deux précédents, 1410-1437, maréchal de France
- Jacques de Villiers de l'Isle-Adam, 1437-1471, prévôt de Paris
- Antoine de Villiers de l'Isle-Adam 1471-1504
- Agnès du Moulin, épouse du précédent, 1504-1510
- Charles de Villiers de L'Isle-Adam, 1510-1527,  fils des deux précédents, évêque de Limoges puis de Beauvais.

Charles de Villiers vend ses seigneuries à son cousin Anne de Montmorency (1492-1567) en 1527 (la mère du connétable, Anne Pot, avait pour mère Marie, fille de Jacques de Villiers de L'Isle-Adam), mais en garde l'usufruit pour le reste de sa vie. Il meurt en 1535. L'Isle-Adam devient alors pleinement une possession des Montmorency.

## LesMontmorency(1527-1632)
- Anne de Montmorency 1527-1567
- François de Montmorency 1567-1579
- Henri Ier de Montmorency 1579-1614, frère du précédent
- Henri II de Montmorency 1614-1632

Après l'exécution d'Henri II de Montmorency à Toulouse, ses terres sont partagées entre ses sœurs. L'Isle-Adam échoit à Charlotte-Marguerite de Montmorency, femme d'Henri II de Bourbon-Condé.

## LesBourbon Condé(1632-1650) puisConti(1650-1783)
- Henri II de Bourbon-Condé 1632-1646
- Armand de Bourbon-Conti 1650-1672
- Louis Armand Ier de Bourbon-Conti 1672-1685
- François Louis de Bourbon-Conti, frère du précédent, 1685-1709
- Louis Armand II de Bourbon-Conti 1709-1727
- Louis François de Bourbon-Conti 1727-1776
- Louis François Joseph de Bourbon-Conti 1776-1783

Le domaine de L'Isle-Adam est vendu en 1783 au comte de Provence, frère du Roi Louis XVI et futur Louis XVIII. Le dernier des Conti se réserve cependant la jouissance des châteaux de L'Isle-Adam et de Stors jusqu'à sa mort.

## Galerie des blasons

Armes de la famille de L'Isle
Armes des Villiers de L'Isle-Adam
Armes de la maison de Montmorency
Armes des princes de Condé
Armes des princes de Conti